# Góry Susunajskie
Góry Susunajskie (ros. Сусунайский хребет, Susunajskij chriebiet) – pasmo górskie w azjatyckiej części Rosji, w południowej części Sachalinu. Rozciąga się na długości ok. 55 km i wznosi się średnio na wysokość 500–1000 m n.p.m. Najwyższy szczyt, Góra Czechowa, osiąga 1047 m n.p.m. Pasmo zbudowane ze skał metamorficznych i osadowych. Zbocza porośnięte są tajgą świerkowo-jodłową z domieszką sasy kurylskiej oraz sosny karłowej. U podnóża gór leży miasto Jużnosachalińsk.